# Nola adamsi
Nola adamsi är en fjärilsart som beskrevs av Holloway 1977. Nola adamsi ingår i släktet Nola och familjen trågspinnare. Inga underarter finns listade i Catalogue of Life.